# Río Ghilănoiu
El Rio Ghilănoiu es un río de Rumanía, afluente del Bârlad, localizado en el distrito de Vaslui.